# 2e Stoottroepenleger
Het 2e Stoottroepenleger (Russisch: 2-я ударная армия) was een leger stoottroepen van het Sovjet-Russische Rode Leger dat vocht in de Tweede Wereldoorlog.

## Commandanten
- luitenant-generaal Grigori Sokolov: van 25 december 1941 tot 10 januari 1942, ontslagen
- luitenant-generaal Nikolaj Klykov: van 10 januari 1942 tot 16 april 1942, tijdelijk
- luitenant-generaal Andrej Vlasov: van 16 april tot 1 juli 1942, krijgsgevangen
- luitenant-generaal Nikolaj Klykov: 24 juli tot 2 december 1942, tijdelijk
- luitenant-generaal Vladimir Romanovski: 2 december 1942 tot 23 december 1943, ontslagen
- luitenant-generaal, vanaf oktober 1944 kolonel-generaal Ivan Fedjoeninski: van 24 december 1943 tot april 1946

## Slagorde
In 1944 bereidde het 2e Stoottroepenleger zich voor op de Slag om Narva. Het bestond toen uit:
- 11e Divisie Fuseliers,
- 43e Divisie Fuseliers,
- 90e Divisie Fuseliers,
- 131e Divisie Fuseliers,
- 196e Divisie Fuseliers,
- 600 stukken artillerie,
- Een brigade tanks,
- Een regiment tanks,
- Twee regimenten Gemechaniseerde artillerie.

## Veldslagen
Het 2e Stoottroepenleger werd in december 1941 opgericht vanuit het 26e Leger van het Volchovfront. Het bestond oorspronkelijk uit de 327e Divisie Fuseliers en nog acht brigades fuseliers.
In januari 1942 ontsloeg de commandant Kirill Meretskov van het Volchovfront luitenant-generaal Grigori Sokolov als bevelhebber wegens onbekwaamheid.  Luitenant-generaal Nikolaj Klykov  van het 52e Leger nam het bevel tijdelijk waar.
Op 7 januari 1942 leidde luitenant-generaal Andrej Vlasov het 2e Stoottroepenleger in de Slag om Ljoeban om het Beleg van Leningrad te doorbreken. Vlasov stak de Volchov-rivier over en drong 74 km door de verdediging van het 18e Leger van de Wehrmacht. De andere legers van het Volchovfront: het 4e, 52e en 59 leger en het 13e korps cavalerie en de 4e en 6e korpsen garde fuseliers volgden niet en het 2e stoottroepenleger zat vast. Een Duitse tegenaanval sneed het 2e Stoottroepenleger af van bevoorrading langs de Volchov. Vlasov mocht niet terugtrekken. In mei 1942 mocht Vlasov terugtrekken, maar het 2e Stoottroepenleger werd vernietigd bij Mjasnoj Bor. Vlasov werd op 6 juli 1942 krijgsgevangen genomen, wat ooggetuige Aleksandr Solzjenitsyn beschreef in De Goelag Archipel. Vlasov liep over en leidde het Russisch Bevrijdingsleger om samen met de Duitsers tegen de Sovjets te vechten. Nikolaj Klykov nam opnieuw het bevel tijdelijk waar.
Van 19 augustus tot 20 oktober 1942 leed het 2e Stoottroepenleger opnieuw zware verliezen in het Sinjavino offensief. De overlevenden keerden terug voor nieuwe soldaten en uitrusting.
Vanaf 14 januari 1943 vocht het 2e Stoottroepenleger in Operatie Iskra om het Beleg van Leningrad te doorbreken. Het 2e Stoottroepenleger moest aanvallen vanuit het bruggenhoofd Oranienbaum met de nieuwe commandant Ivan Fedjoeninski, Het 2e Stoottroepenleger brak door tot Krasnoje Selo en Ropsja in de buitenwijken van Narva en leverde in 1944 de Slag om Narva. In september 1944 viel Narva, toen de Duitsers terugtrokken door Estland.
Het 2e Stoottroepenleger werd naar het zuiden verplaatst onder bevel van het 2e Wit-Russische Front en vocht in Warschau en Szczecin en nam eind maart Gdańsk in. Op 1 mei 1945 nam het 2e Stoottroepenleger Stralsund in en eindigde de oorlog op het eiland  Rügen.
Na het einde van de Tweede Wereldoorlog trok het 2e Stoottroepenleger terug naar Archangelsk. In juni  1945 werd het naar Goldberg (Mecklenburg) gestuurd en in augustus naar Schwerin. In januari 1946 keerde het 2e Stoottroepenleger terug naar de Sovjet-Unie waar het met drie legerkorpsen  van negen divisies het militair district Archangelsk vormde.